# Hauban
Hauban é uma comuna francesa na região administrativa de Occitânia, no departamento dos Altos Pirenéus. Estende-se por uma área de 2,14 km². Em 2010 a comuna tinha 108 habitantes (densidade: 50,5 hab./km²).